# Afrobrasilianische Religionen
Afrobrasilianische Religionen sind in Brasilien ausgeübte Neo-ethnische Religionen, die afrikanischen Ursprungs sind oder Elemente afrikanischer Religionen enthalten. 
Dazu zählen Candomblé, dessen Hauptverbreitungsgebiet an der Südostküste liegt, die Xangô-Kulte in Nordostbrasilien, Batuque im Südosten und das spiritistisch beeinflusste Umbanda. Die afrobrasilianischen Religionen haben viele Gemeinsamkeiten und werden oft unter dem Begriff Macumba zusammengefasst.  
Ihren Ursprung haben diese Religionen in der Zeit der Sklaverei. Vielfach bilden sie eine synkretistische Synthese aus afrikanischer (vor allem Yoruba), europäischer und in Resten auch indianischer Religion. Wie auch in anderen afroamerikanischen Religionen, diente dabei oft eine christliche Fassade als Legitimation für die Sklaven, um eigene Bräuche und Riten feiern und zelebrieren zu können. Daneben gab es auch christliche Sklaven, während islamische Traditionen aus Afrika nach heutiger Kenntnis kaum überlebt haben und ihre Bräuche verloren gingen.